# Comarca d'Aranda
Aranda és una de les comarques de l'Aragó. És travessada pels rius Aranda i Isuela.